# Kitta ozdobna
Kitta ozdobna (Urocissa ornata) – gatunek średniego, jaskrawo upierzonego ptaka z rodziny krukowatych (Corvidae). Występuje endemicznie na Cejlonie (Sri Lanka), zasiedlając gęste lasy południowej części wyspy. Zagrożony wyginięciem ze względu na degradację naturalnych siedlisk.

## Taksonomia
Po raz pierwszy gatunek opisał w 1829 Johann Georg Wagler jako Pica ornata. Holotyp pochodził z Cejlonu. Do nowo utworzonego rodzaju Urocissa przeniesiony w 1850 przez Jeana Cabanisa. Kitta ozdobna jest uznawana za gatunek monotypowy.

### Filogeneza
Wraz z 4 innymi gatunkami występującymi w Azji Południowo-Wschodniej tworzy rodzaj Urocissa. Z badań genetycznych wynika, że jest on blisko spokrewniony z innym rodzajem azjatyckich krukowatych – Cissa – z którym ma nieodległego ostatniego wspólnego przodka. Dalsze pokrewieństwo łączy je ze srokami Nowego Świata.

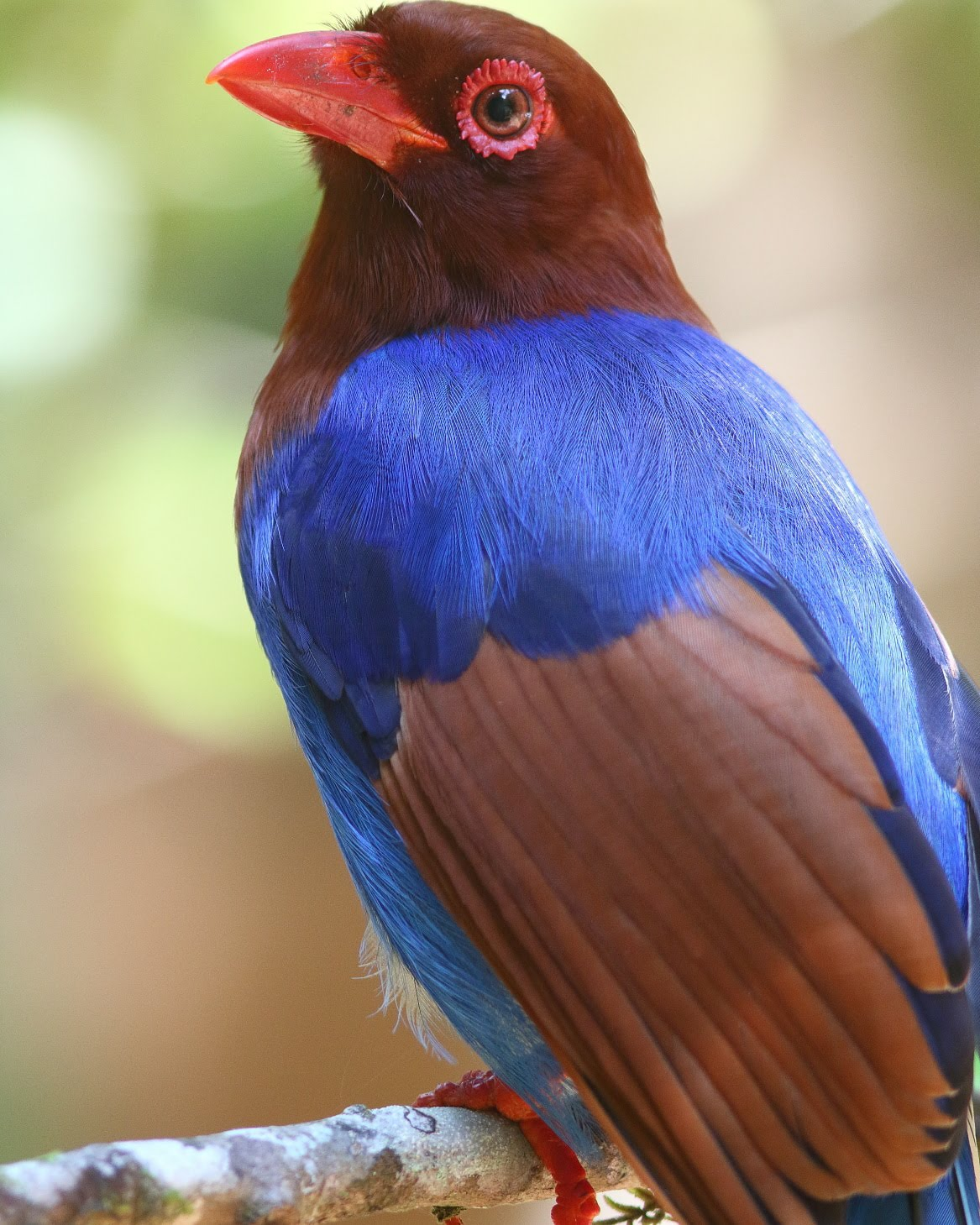
Charakterystyczna, skórna obrączka oczna jest znacznie grubsza niż u innych gatunków kitt

## Morfologia
Długość ciała wynosi 40–47 cm, masa ciała 190–200 g. Mocny, czerwonej barwy dziób i nogi. Wokół oka tego samego koloru skórna obwódka. Pióra na głowie i szyi kasztanowe, tułów kontrastowo niebieski: na grzbiecie ciemniejszy, na spodzie jaśniejszej barwy. Lotki pierwszego i drugiego rzędu w większości barwy cynamonowej z granatowym brzegiem z jednej strony. Ogon długi, niebieski, podobnie jak u pokrewnych gatunków schodkowany, z białą końcówką. W upierzeniu nie występuje dymorfizm płciowy. Młodociane osobniki wyglądają podobnie, tylko kolory piór są bardziej matowe, a obwódka wokół oka brązowa.

## Zasięg występowania
Kitty ozdobne zamieszkują południowo-zachodnią część wyspy Cejlon. Odnotowywane były ogółem między 150 a 2135 m n.p.m., najczęściej przebywają na obszarach górzystych i wzgórzach, rzadziej na przyległych obszarach nizinnych. Ich naturalnym biotopem są pierwotne lasy deszczowe, choć są widywane czasem też na obrzeżach plantacji herbaty i innych terenach przekształconych przez człowieka. Szacowany obszar odpowiednich dla gatunku siedlisk obliczono w 2008 na 2025 km².

## Ekologia i zachowanie
Zasiedlają lasy liściaste. Są przeważnie mięsożerne, zjadają różnorodne bezkręgowce, małe jaszczurki i żaby nadrzewne. Mogą też spożywać niektóre jagody i owoce. Żerują na wszystkich piętrach lasu, od podszycia po górne piętra. Podczas żerowania bardzo zwinne, potrafią zawisać głową w dół na gałęziach czy pniach drzew. Zwykle są spotykane w małych grupach rodzinnych lub samotnie. Poza sezonem lęgowym tworzą większe grupy, także z innymi niedużymi ptakami. Mimo że kitty ozdobne unikają obszarów przekształconych przez człowieka, nie są płochliwe wobec niewielkich grup ludzi. Zaobserwowano wręcz, że czekają przy szlakach, licząc na dokarmianie ze strony człowieka.

### Lęgi
Okres lęgowy trwa od połowy stycznia do końca marca. Gniazdo para buduje wspólnie na wysokości 5 do 13 metrów nad ziemią, wysoko w koronie drzewa, ale wewnątrz baldachimu. Jest zbudowane z patyków i ma kształt miseczki, środek wyściełany drobniejszymi materiałami, np. porostami. Samica składa od 3 do 5 jaj, choć zazwyczaj 3. Są przeważnie białe z ciemniejszymi plamami. Wysiaduje wyłącznie samica. Brak informacji o długości inkubacji i pobytu piskląt w gnieździe. Karmieniem młodych zajmują się zarówno rodzice, jak i osobniki młodociane z poprzednich lęgów, tworząc grupę rodzinną, która jednocześnie strzeże swojego terytorium – gniazda są zawsze budowane pojedynczo.

## Status i zagrożenia
IUCN uznaje kittę ozdobną za gatunek narażony (VU, Vulnerable) nieprzerwanie od 1994 (stan z 2016). Liczebność populacji została oszacowana w latach 2004–2006 na 9–19,5 tys. dorosłych osobników. Trend liczebności populacji uznaje się za spadkowy ze względu na utratę siedlisk i fragmentaryzację zasięgu. Głównym zagrożeniem jest rozwój rolnictwa, rozbudowa osiedli ludzkich i górnictwo kamieni szlachetnych, które odbywają się kosztem lasów deszczowych, głównego siedliska gatunku.